# Peña de la Tiñosa
La peña de la Tiñosa o pico del Granero es una montaña del Sistema Central español situada en el cordal principal de la sierra de Ayllón, en la provincia de Guadalajara. Consta de varias cimas que se extienden de norte a sureste, siendo la mayor altitud de 1971 m en el extremo norte de la loma. 
Es una montaña pizarrosa formada en la orogenia hercínica. En su falda oeste nace el río Jaramilla y al este varios barrancos vierten aguas al río Sorbe. La vegetación es escasa en sus cotas más altas, tan solo algunos matorrales o pequeños arbustos, pero en cotas más bajas aparecen pinares en ambas faldas y hayas en la falda este rodeando el arroyo de la Zarza, pues se encuentra en el extremo suroccidental del hayedo de Tejera Negra, al sur del pico de la Buitrera.